# Magdalena Amhof
Magdalena Amhof (* 21. Juli 1977 in Innichen) ist eine italienische Politikerin der Südtiroler Volkspartei (SVP).

## Biographie
Die aus St. Martin in Gsies stammende Amhof absolvierte 1997 ihre Matura an der Lehrerbildungsanstalt Bruneck. 2005 schloss sie ihr Studium der Politikwissenschaft und Geschichte an der Leopold-Franzens-Universität in Innsbruck mit einer gemeinschaftlich verfassten Diplomarbeit über die „ethnische“ Berichterstattung verschiedener lokaler Rundfunk- und Printmedien ab. Nach mehrjährigen Arbeitserfahrungen in verschiedenen Bildungseinrichtungen Südtirols war sie ab 2010 als Koordinatorin der beruflichen Weiterbildung an der Landesberufsschule Tschuggmall in Brixen tätig. 
Eine erste politische Kandidatur strengte Amhof als Dreiundzwanzigjährige im Jahre 2000 bei den Brixner Kommunalwahlen an, verpasste jedoch den Einzug in den Gemeinderat. 2005 trat sie erneut und diesmal mit Erfolg an. Bürgermeister Albert Pürgstaller berief sie anschließend in den Stadtrat, wo sie die Kompetenzen für Kindergarten, Schule, Sport, Integration, Chancengleichheit, Menschen mit Beeinträchtigung und Jugend übernahm. 2008 kandidierte sie bei den italienischen Parlamentswahlen für die Abgeordnetenkammer, verpasste jedoch knapp ein Mandat. 2010 trat sie erneut erfolgreich bei den Brixner Gemeinderatswahlen an. In der Folge war sie von 2010 bis Juli 2013 als Stadträtin für Schule, Urbanistik und Jugend, und in den Monaten Juli und August 2013 für Schule, Kultur und Jugend zuständig. Bei den Landtagswahlen 2013 konnte sie mit 8.918 Vorzugsstimmen ein Mandat für den Südtiroler Landtag und damit gleichzeitig den Regionalrat Trentino-Südtirol erringen. Dieses konnte sie fünf Jahre später bei den Landtagswahlen 2018 mit 6.780 Vorzugsstimmen erneuern. Im April 2022 wurde sie anstelle von Gert Lanz zur SVP-Fraktionssprecherin gewählt. Bei den Landtagswahlen 2023 gelang ihr mit 5.968 Vorzugsstimmen die Wiederwahl. Am 1. Februar 2024 wurde sie in die neue Südtiroler Landesregierung gewählt; im Kabinett Kompatscher III übernahm sie die Ressorts Europa, Arbeit und Personal.